# 黒崎竜也
黒崎 竜也（くろさき たつや、1976年6月11日 - ）は、静岡県生まれ、三重県出身の日本の競艇選手。

## 人物・来歴
小学校5年生の時に三重県に移住。登録番号は3931。身長156cm。血液型AB型。81期。三重支部所属。三重県立津高等学校卒業。同期に佐々木康幸、池田浩美、池田浩二らがいる。
- 1997年11月21日 - 津競艇場でデビュー（5着）。
- 1997年12月13日 - 常滑競艇場での「中日スポーツ 銀杯争奪戦」で初勝利。
- 1999年6月23日 - 丸亀競艇場での「日刊スポーツ創刊50周年記念競走」で初優出（6着）。
- 2001年1月16日 - 桐生競艇場での「第31回内外タイムス杯争奪戦 新春小正月レース」で初優勝。
- 2008年3月9日 - 鳴門競艇場での「鳴門商工会議所会頭杯」で優勝。
- 2010年1月12日 - 津競艇場での「日刊スポーツ3社合併記念津グランプリシリーズ第7戦」で完全優勝（通算8回目）。